# لیپنیتسا ویلکا (شهرستان نووی تارگ)
لیپنیتسا ویلکا (به لاتین: Lipnica Wielka) یک روستا در لهستان است که در گمینا لیپنگتسا ویلکا واقع شده‌است.